# 압력-부피 그림
압력-부피 그림(pressure–volume diagram) 또는 PV 그림(PV diagram) 또는 부피-압력 고리(volume–pressure loop)는 계의 부피 및 압력의 해당 변화를 설명하는데 사용된다. 그들은 일반적으로 열역학, 심혈관 생리학(cardiovascular physiology), 호흡 생리학에 사용된다.
원래 지표 그림(indicator diagram)이라고 불리는 PV 그림은 증기 기관의 효율성을 이해하기 위한 도구로 18세기에 개발되었다.

## 응용

### 의학

쥐 좌심실의 PV 고리 그림 예시
인간 심장

## 같이 보기
- 일회박출량
- 열역학 사이클